# Turkse luchtmacht
De Turkse luchtmacht (Turks: Turk Hava Kuvvetleri) is de luchtmacht van de Turkse krijgsmacht. De taak van de Turkse luchtmacht is om het luchtruim te verdedigen en in een oorlogssituatie de Turkse landmacht en de Turkse marine te ondersteunen.

## Geschiedenis

### Oprichtingsjaren
De geschiedenis van de Turkse luchtmacht gaat terug tot het jaar 1909, in dat jaar begonnen voorbereidende oprichtingswerkzaamheden. In 1910 ging een onderzoeksteam naar Europa, en een delegatie naar de 'Internationale Luchtvaart Conferentie' in Parijs waarna men definitief besloot een luchtmacht op te richten. Ter voorbereiding zou een aantal officieren worden opgeleid tot piloot. In verband met de zorgelijke situatie waarin het land verkeerde duurde uitvoering van dat voornemen tot 1911.

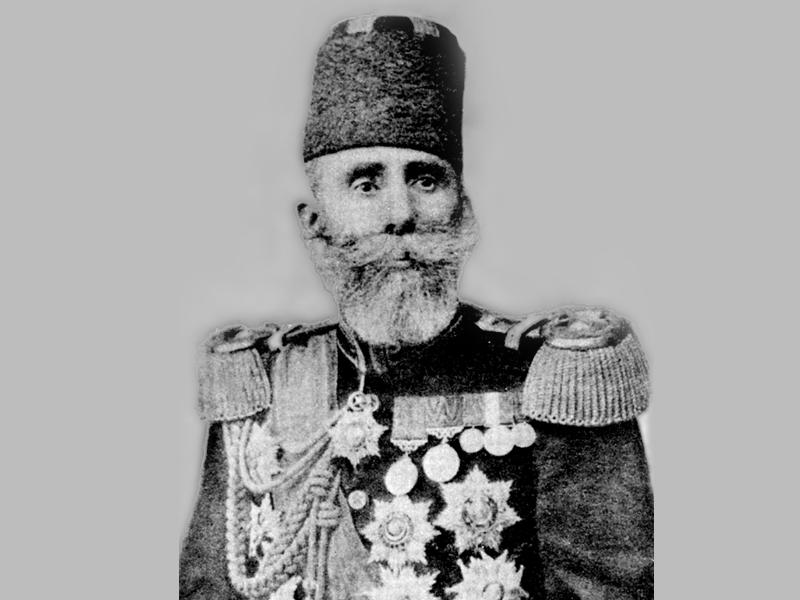
Mahmut Şevket Pasja

Mahmut Şevket Pasja voorzag het belang van de luchtvaart voor de nationale defensie. Op 28 juni 1911 stuurde hij kapitein Fesa en tweede luitenant Yusuf Kenan naar de luchtvaartschool van Louis Bleriot in Frankrijk, waar ze opgeleid werden tot piloot. In 1911 kreeg luitenant-kolonel Süreyya (İlmen) de opdracht om een luchtmacht op te richten, waarna eerst een 'Luchtvaart commissie' werd ingesteld.

### 1911-1918

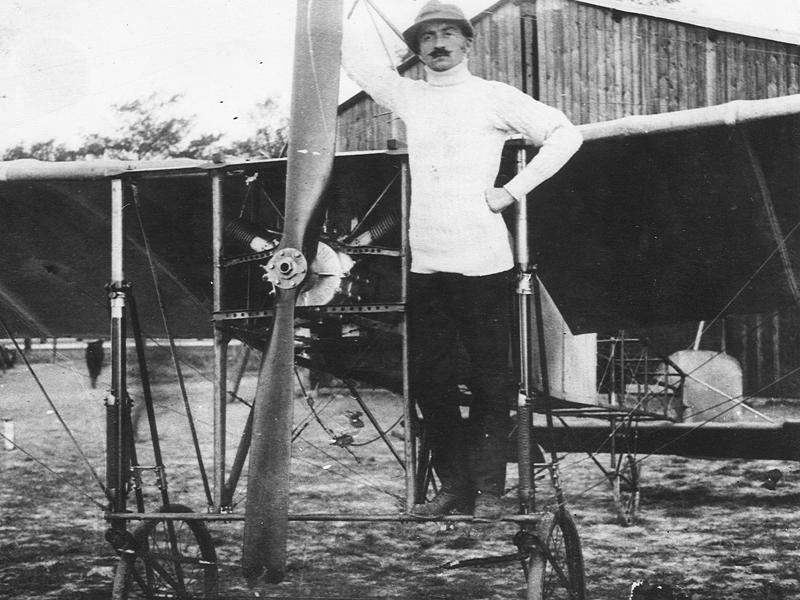
Kapitein Fesa Bey

Kapitein Fesa rondde op 21 februari 1912 zijn opleiding in Frankrijk af en kreeg het eerste vliegbrevet van de Ottomaanse Strijdkrachten uitgereikt. Op 15 maart 1912 kwamen twee aangeschafte vliegtuigen ter beschikking aan kapitein Fesa en tweede luitenant Yusuf Kenan. Direct daarna werden acht andere officieren voor een vliegersopleiding naar Frankrijk gestuurd. Op 3 juli 1912 opende de eerste luchtvaartschool van de Ottomaanse Strijdkrachten in Yeşilköy en is men begonnen met het binnenlands opleiden van piloten.
Tijdens de oprichtingsjaren van de luchtmacht braken de Balkanoorlogen uit. De luchtmacht had in de eerste fase van de oorlog weinig ervaring en was niet in staat om een adequaat bijdrage te leveren. In de tweede fase ontwikkelde de luchtmacht zich verder en werd succesvoller. Na de oorlog werd de ontwikkeling van de luchtmacht voortgezet. Meer piloten werden opgeleid en vliegtuigen aangeschaft. Er ontstonden meerdere compagnies binnen de luchtmacht. In juni 1914 werd de eerste marine luchtvaartschool in Yeşilköy geopend.
Nadat in 1914 de Eerste Wereldoorlog uitbrak nam Ottomaanse luchtmacht deel aan de oorlog en vocht op bijna alle fronten, van Çanakkale tot Hidjaz en van de Kaukasus tot Palestina. In 1918 werd het land bezet door de geallieerden. Het Ottomaanse Rijk accepteerde de nederlaag en op 30 oktober 1918 werd de Wapenstilstand van Mudros ondertekend. Hierdoor brak een nieuwe tijdperk aan voor de luchtmacht.

### 1918-1923
Het Ottomaanse leger werd als gevolg van de Wapenstilstand van Mudros ontmanteld, waardoor de luchtmacht na ontmanteling alleen nog op papier bestond en waarmee de periode van de Ottomaanse luchtmacht eindigde.

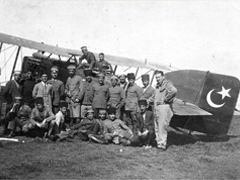
Luchtvaartpersoneel tijdens de Turkse Onafhankelijkheidsoorlog

Op 29 juli 1918 trachtte de Algemeen Inspecteur Luchtmacht de luchtmacht te herbouwen. Met de overgebleven vliegtuigen uit de Eerste Wereldoorlog werden luchtcompagnieën in Istanboel, İzmir, Konya, Elazığ en Diyarbakır opgezet. Ondertussen brak de Turkse Onafhankelijkheidsoorlog uit, aangevoerd door Mustafa Kemal Atatürk, om de vrijheid en onafhankelijkheid van het Turkse volk en de integriteit van het land te realiseren. Ook de luchtmacht nam deel aan de strijd via de luchthaven in Konya.
Op 23 april 1920 werd de Grote Nationale Assemblee van Turkije opgericht. Die stelde direct daarna als doel een systematisch en gedisciplineerd leger als eerste prioriteit. Parallel aan de gestelde prioriteit werd, op 13 juni 1920, het kantoor voor de luchtmacht aangesloten aan het ministerie van Nationale Defensie opgericht waarna men is gestart met het herstellen van toestellen die de Turkse krijgsmacht nog in bezit had. Met de herstelde vliegtuigen en beschikbare andere middelen werd het oostelijk en westelijk front nog ondersteund. Op 1 februari 1921 werd een reorganisatie doorgevoerd waarin de naam werd veranderde in Luchtvaart Algemeen Directoraat (Hava Kuvvetleri Genel Müdürlüğü). Op 5 juli 1922 werd nog een reorganisatie doorgevoerd. De naam van de Luchtvaart Algemeen Directoraat werd vervangen door de luchtvaartinspectie die dezelfde rechten kreeg als een divisie binnen de krijgsmacht.

### 1923-1944

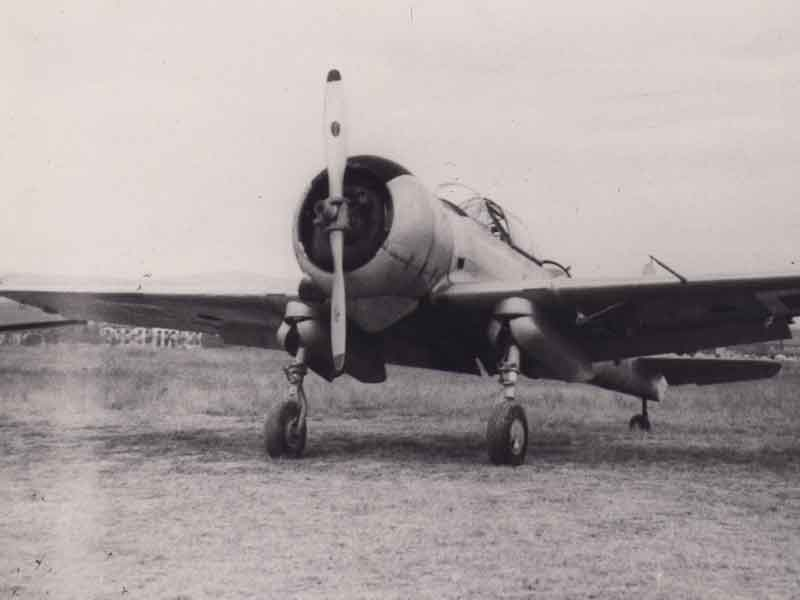
Curtiss Falcon CW 22 1939-1949

Na de stichting van de Turkse Republiek werden verdere inspanningen verricht om een krachtige en eigentijdse luchtmacht op te zetten. De luchtvaartinspectie werd in 1923 uitgebreid van drie lucht compagnies, één marineluchtvaartcompagnie en één luchtvaartschool naar respectievelijk 10, 3 en 1, en die zijn ondergebracht bij en bestuurd via luchtvliegbasiscommandocentra. Ook werd personeel naar andere landen gezonden om opgeleid te worden tot piloot. In 1925 werd de luchtvaart school in Eskişehir hersteld en behaalde de eerste piloot, in oktober hetzelfde jaar, zijn vliegbrevet.
In 1928 werd de luchtvaartinspectie opgeheven en onder de verantwoordelijkheid van het ministerie van Nationale Defensie, de staatssecretaris van luchtvaart ingesteld. Ook werden de luchtvliegbasiscommandocentra opgeheven en lucht bataljons opgericht en gedeeltelijk, ten aanzien van de taken als oorlogsvoering en opleiding, onder de verantwoordelijkheid van de Generale Staf van de Turkse strijdkrachten gebracht en gedeeltelijk, ten aanzien van de logistieke ondersteunende taak, onder de verantwoordelijkheid van de staatssecretaris van luchtvaart.
Op 1 juli 1932 trad een wet in werking waardoor het personeel als een afzonderlijke klasse werd aangemerkt waarna het personeel in 1933 blauwe uniformen begon te dragen, overeenstemmend met het symbool van de internationale luchtmachtpersoneel. In 1937 werd de eerste academie voor luchtoorlog opgericht en de luchtbataljons op 22 mei 1939 verder ontwikkeld tot luchtbrigades. In 1940 had deze klasse binnen de strijdkrachten ongeveer 500 vliegtuigen. Daarmee was het de sterkste luchtmacht in de Balkan en werd voor een eventuele conflict gedurende de Tweede Wereldoorlog gereed gehouden.

### 1944-1980

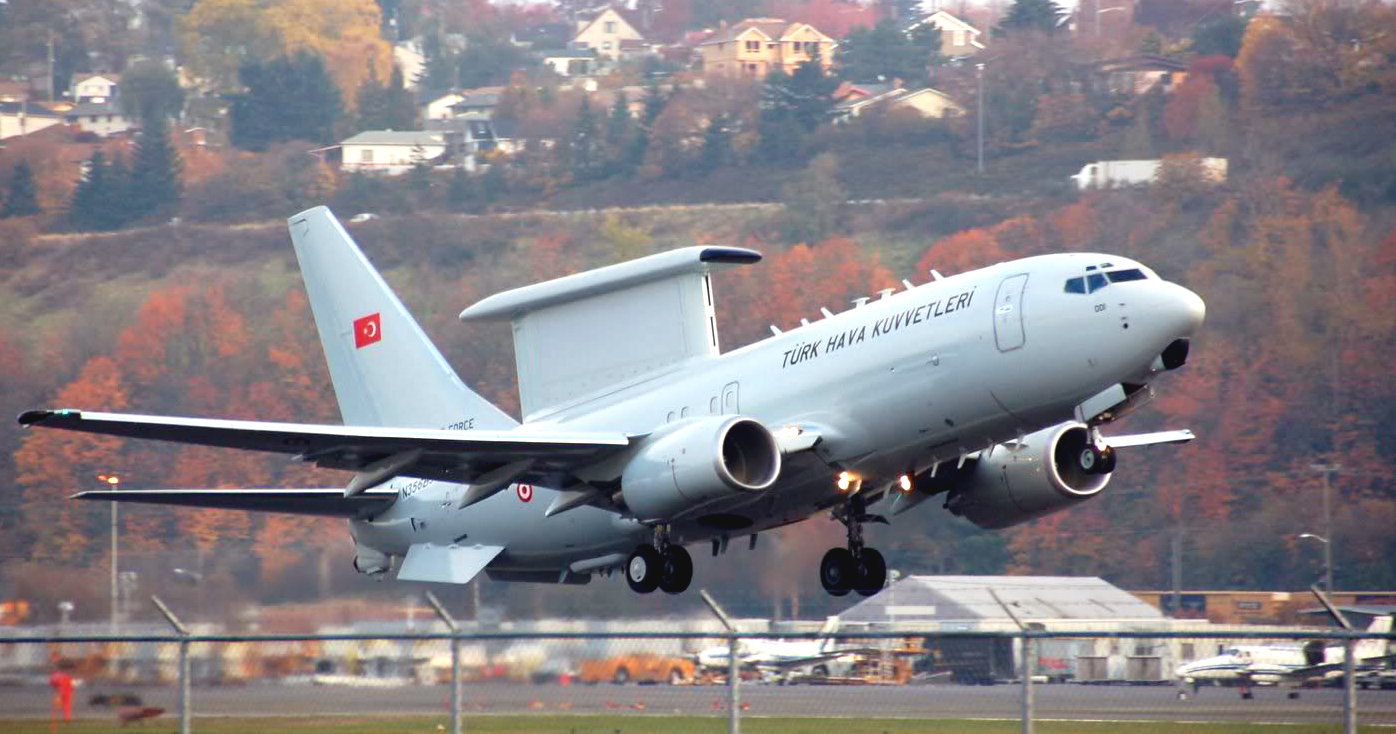
Boeing 737 AEW&C MESA Peace Eagle AWACS

In 1944 werd besloten om de onderdelen met de logistieke ondersteunende taak onder de verantwoordelijkheid van het Turkse ministerie van Defensie, de onderdelen met de opleidende taak onder de verantwoordelijkheid van de Generale Staf en de luchtbrigades met de oorlogvoerende taak onder een afzonderlijke macht, met een eigen identiteit, binnen de Turkse strijdkrachten te brengen. Op 4 februari 1944 werd deze nieuwe organisatie, ofwel de Turkse luchtmacht, officieel opgericht, waarna in 1950 alle onderdelen, behalve de academie voor luchtoorlog, zijn ondergebracht.
In hetzelfde jaar is besloten om over te stappen van jachtvliegtuigen met een turboprop naar jachtvliegtuigen met een turbojet. Op oktober 1950 werden acht personeelsleden naar de Verenigde Staten gestuurd voor opleiding tot leraar voor de straaljagers. Op 31 augustus 1951 rondden zij de opleiding af waarna in hetzelfde jaar de eerste straaljagersbasis en de eerste straaljager squadron in Balikesir werd gerealiseerd. Na toetreding tot de Noord-Atlantische Verdragsorganisatie in 1952 is de overgang naar straaljagers versneld en geleidelijk de jachtvliegtuigen met een turboprop uit dienst gesteld.

### 1980-heden

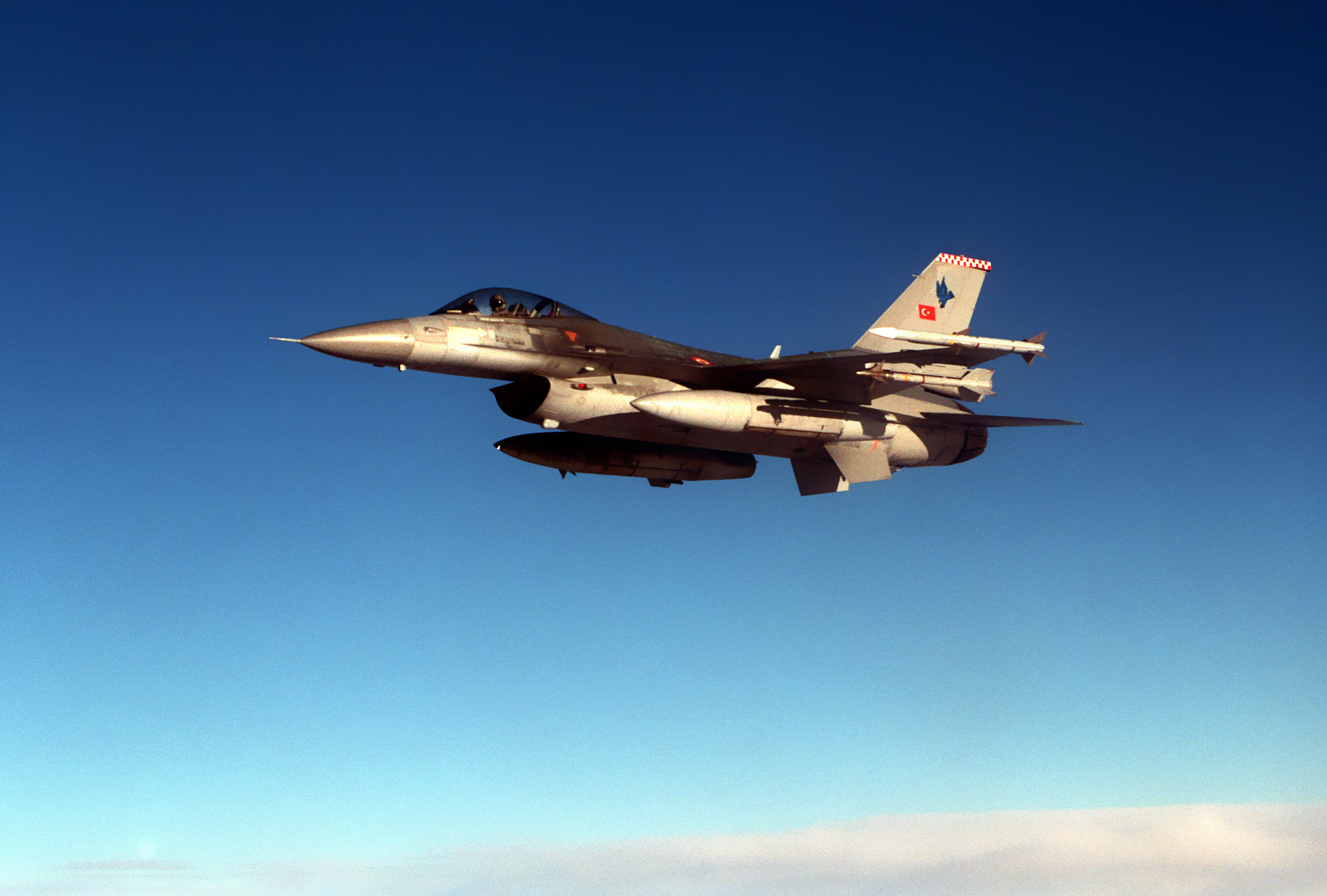
Een F-16C van de Turkse Luchtmacht, gebouwd door Turkish Aerospace Industries.

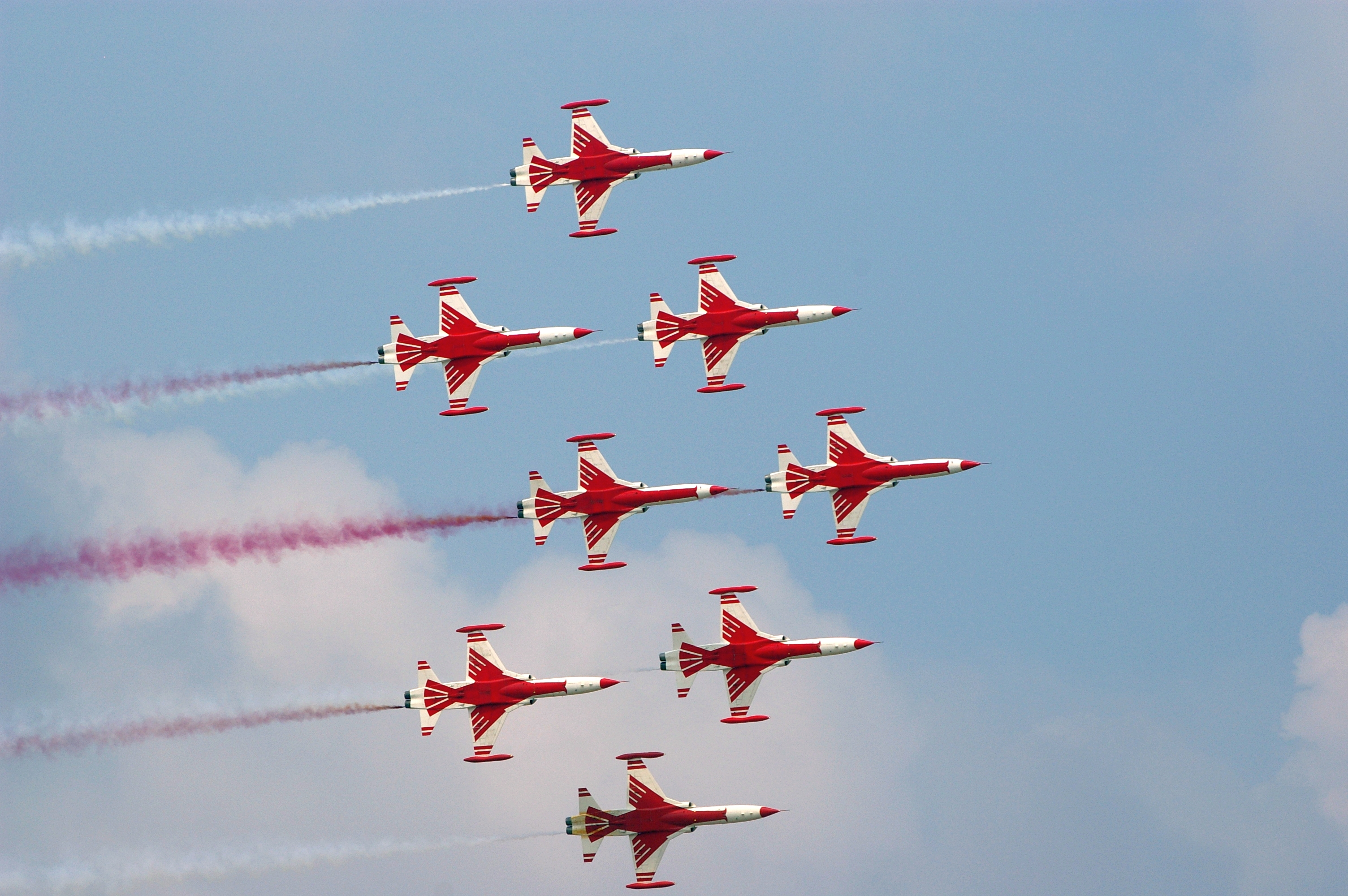
"Turkish Stars" doen aan kunstvliegen.

In 1984 werd Turkish Aerospace Industries (TAI) opgericht om het land in staat te stellen zelf vliegtuigen te bouwen. Het bedrijf bouwde vervolgens F-16's en moderniseerde die ook. In 1997 werd een moderniseringsprogramma van $ 45 miljard aangevangen om onder meer nieuwe vliegtuigen en helikopters aan te schaffen. In 2002 werd Turkije een niveau 3-partner van het Joint Strike Fighter-programma en tekende voor 116 F-35's. Sinds 2004 is het Zuid-Europese luchtcommando van de NAVO in Izmir gevestigd.
Thans bouwt TAI militaire satellieten waarvan een voor de luchtmacht is bestemd. Het land werkt ook samen met de Verenigde Staten aan een raketschild.

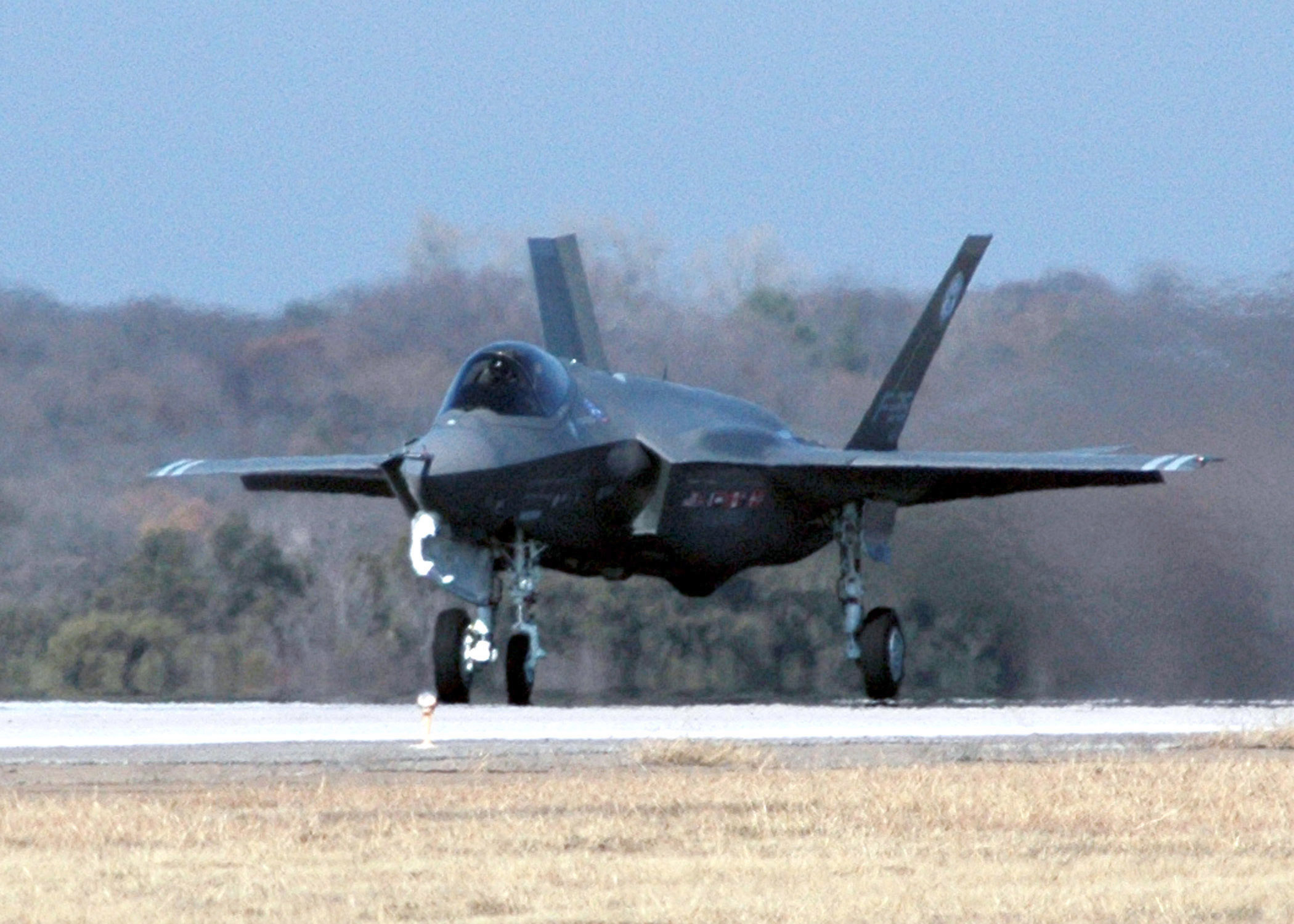
Turkije ondertende een memorandum van overeenstemming voor 116 F-35A.

#### Incidenten
- Op 22 juni 2012 schoot Syrische luchtafweer geschut een Turkse F-4 neer boven de territoriale wateren van Syrië. Daardoor liepen de spanningen met Syrië – gezien Syrische Burgeroorlog daar – verder op.[3]
- Op 24 november 2015 schoten twee F-16's een Russische Soechoj Soe-24 neer.[4]